# Música para la buena mesa
Música para la buena mesa (Nederlands: Muziek bij een goede maaltijd) is een verzamelalbum van Michel Huygen. De platenhoes van Lluís Brunet laat dan ook maaltijden zien. Het album werd alleen in Spanje uitgegeven, oude opnamen werden daarbij geremasterd.  De compact discversie kwam met het advies het via shuffle play (reproducción aleatoria; de cd-speler kiest een willekeurige afspeelvolgorde, ook wel aselect) af te spelen.

## Musici
Michel Huygen speelt alle instrumenten.

| Nr. | Titel                                   | Duur |
| --- | --------------------------------------- | ---- |
| 1.  | Azulete (album: Sybaris)                | 5:13 |
| 2.  | Folie d'amour (album: Sybaris)          | 4:54 |
| 3.  | Numerica (album: Numerica)              | 3:16 |
| 4.  | Deep illness of love (album: Numerica)  | 6:11 |
| 5.  | Tesoros (album: Elixir)                 | 4:29 |
| 6.  | Sentimiento ilimitado (album: Oniria)   | 5:12 |
| 7.  | Macrocosmos (album: Oniria)             | 4:15 |
| 8.  | Ternura                                 | 3:56 |
| 9.  | El peso de la amistad (album: Oniria)   | 6:03 |
| 10. | Venezia (album: Infinito)               | 3:10 |
| 11. | Impossible love (album: Barcelona 1992) | 3:32 |
| 12. | Promenade                               | 4:54 |
| 13. | En ningua parte                         | 3:27 |